# Glen Murray
Glen Murray (Montreal, Quebec, 26 de outubro de 1957) é um político canadense, que atuou como prefeito de Winnipeg, Manitoba de 1998 a 2004. Murray foi o primeiro prefeito do mundo abertamente homossexual a governar uma cidade com mais de 500 mil habitantes. Mais tarde, se mudou para Toronto, Ontário, onde se elegeu membro da Assembleia Legislativa de Ontário pelo distrito eleitoral de Toronto Centre em 2010. Em agosto de 2010, foi nomeado para o cargo de Ministro de Pesquisa e Inovação pelo governo estadual.

## Biografia
Murray nasceu em Montreal, Quebec em 26 de outubro de 1957. Ele estudou na John Abbott College e mais tarde ingressou na Concordia University. Antes da carreira política, foi coordenador de educação em saúde, tendo trabalhado com pacientes com AIDS num hospital de Winnipeg. Um documentário de 1992, intitulado A Kind of Family, mostrava o relacionamento dele com o filho adotivo, um jovem de 17 anos que morava nas ruas.

## Carreira política

### Winnipeg
Murray atuou como conselheiro municipal de 1990 a 1998. Ele foi eleito para o cargo como candidato da aliança Winnipeg into the '90s (Winnipeg na década de 90), derrotando o empresário Sam Katz.
Murray foi eleito prefeito de Winnipeg em 28 de outubro de 1998, com 50,5% dos votos numa disputa apertada contra o dono de mercearia Peter Kaufmann, que recebeu 45% dos votos. À época, Winnipeg tornou-se a maior cidade do mundo com um prefeito abertamente gay, até a eleição de Bertrand Delanoë para prefeito de Paris em 2001. Murray foi reeleito em 2002 contra o também ex-conselheiro municipal Al Golden. Para Murray, sua orientação sexual não influiu em sua eleição.
Em 1999, quando Winnipeg foi sede dos Jogos Pan-Americanos, Murray tornou-se conhecido internacionalmente.
Murray assumiu uma cidade com dívidas enormes e reduziu os impostos sobre propriedade em 8,4% nos seis anos em que foi prefeito. Ele liderou uma administração que cortou a dívida cumulativa da cidade pela metade, conseguindo restaurar a saúde financeira do município. Seu governo liderou uma restauração do centro da cidade através de parcerias e incentivos fiscais que possibilitaram o desenvolvimento de uma nova faculdade no local, além de um centro de esportes, lojas, uma livraria municipal, um novo museu e edifícios de escritórios.
O conselheiro municipal Dan Vandal, um dos mais ferrenhos partidários de Murray, tentou se eleger prefeito em 22 de junho de 2004, nas eleições para escolher quem substituiria Murray, mas foi derrotado por Sam Katz por uma diferença de cerca de 43.000 votos.

### Candidatura federal
Em 7 de maio de 2004, após meses de negação, Murray anunciou que iria concorrer às eleições federativas para o parlamento pelo distrito eleitoral de Charleswood—St. James—Assiniboia pelo Partido Liberal. Em 11 de maio, Murray anunciou que estava deixando a prefeitura para concorrer ao cargo de membro do parlamento. Ele foi o primeiro prefeito da história de Winnipeg a abandonar o cargo na metade do mandato.
Em 28 de junho de 2004, Murray foi derrotado por Steven Fletcher, do Partido Conservador em sua tentativa de representar o distrito de Charleswood—St. James—Assiniboia na Câmara dos Comuns.

### Carreira no setor sem fins lucrativos
Em 2004, Murray se mudou para Toronto, onde atuou como professor visitante na Massey College da Universidade de Toronto. Em 2007, se tornou presidente e CEO do Instituto Canadense de Urbanização. 
Em março de 2005, Murray foi indicado pelo primeiro-ministro Paul Martin a uma cadeira no Painel Nacional em Meio-Ambiente e Economia, apesar da oposição de partidos políticos e o voto contrário da Câmara dos Comuns. Em 2006, o Painel divulgou um relatório dizendo que o Canadá poderia reduzir a emissão de gases que provocam o efeito estufa utilizando tecnologia já existente. Murray liderou uma série de estudos que ofereceram ao governo do primeiro-ministro Stephen Harper uma estratégia para atingir uma redução de 70% na emissão de gases de efeito estufa até 2050.

### Assembleia Legislativa de Ontário
No outono de 2009, Murray começou a ser mencionado como potencial candidato para disputar a prefeitura de Toronto em 2010. Entretanto, após o deputado estadual George Smitherman, do Partido Liberal (também abertamente gay), ter confirmado sua intenção de concorrer à prefeitura, Murray anunciou em dezembro que iria concorrer à cadeira deixada por Smitherman na Assembleia Legislativa — referente ao distrito eleitoral de Toronto Centre — pelo Partido Liberal.
Murray foi aclamado o candidato do Partido Liberal no encontro do partido em 6 de janeiro de 2010. Suas prioridades, de acordo com ele, eram: construir comunidades saudáveis e sustentáveis, fornecer qualidade e acessibilidade no sistema de saúde, assegurar acesso a casas populares, propor soluções inovadoras para as mudanças climáticas, aprofundar os direitos humanos e reduzir a carga tributária. Acusado por seus oponentes de não ser natural de Toronto, Murray atentou para o fato de que quase metade dos habitantes daquela cidade não nasceram no Canadá. Em seguida, lançou o site ProudToronto.ca, onde os habitantes de Toronto, nascidos ou não na cidade, podem compartilhar suas histórias sobre o local.
Na eleição, realizada em 4 de fevereiro, Murray conseguiu conservar o assento para o Partido Liberal, obtendo 47% do voto popular. Ele derrotou a candidata do Novo Partido Democrático, Cathy Crowe, que obteve 33% dos votos, e a candidata do Partido Conservador, Pamela Taylor, que obteve 15% dos votos.
Em 18 de agosto de 2010, Murray se tornou Ministro de Pesquisa e Inovação do governo estadual.